# Scoloplax
Scoloplax è un genere di pesci siluriformi, l'unico della famiglia Scoloplacidae.

## Specie
- Scoloplax dicra Bailey & Baskin, 1976
- Scoloplax distolothrix Schaefer, Weitzman & Britski, 1989
- Scoloplax dolicholophia Schaefer, Weitzman & Britski, 1989
- Scoloplax empousa Schaefer, Weitzman & Britski, 1989